# Rimava a Slaná
Rimava a Slaná este o arie protejată (arie specială de conservare — SAC, sit de importanță comunitară — SCI) din Slovacia întinsă pe o suprafață de 48,39 ha, integral pe uscat.

## Localizare
Centrul sitului Rimava a Slaná este situat la coordonatele 48°17′31″N 20°14′10″E / 48.291961°N 20.23601°E.

## Înființare
Situl Rimava a Slaná a fost declarat sit de importanță comunitară în septembrie 2015 pentru a proteja 8 specii de animale. Situl a fost protejat și ca arie specială de conservare în octombrie 2017.

## Biodiversitate
Situată în ecoregiunea panonică, aria protejată nu include niciun habitat protejat.
La baza desemnării sitului se află mai multe specii protejate:
- mamifere (1): vidră de râu (Lutra lutra)
- pești (7): Barbus meridionalis, zvârluga (Cobitis taenia), boarță (Rhodeus sericeus amarus), Romanogobio albipinnatus, porcușor de nisip (Romanogobio kesslerii), dunăriță (Sabanejewia aurata), fusar (Zingel streber)